# Berliet KL2
Der Berliet KL2 war ein nur als Chassis erhältliches PKW-Modell des Automobilherstellers Berliet in Lyon aus dem Jahre 1908, welches aufgrund seiner effektiven Leistung auch als Berliet 22 CV bezeichnet wird.

## Geschichte und Technik
Das Fahrzeug erhielt seine allgemeine Betriebserlaubnis  durch den örtlich und sachlich zuständigen Inspecteur des Mines am 3. Juli 1908. Wie lange das Fahrzeug gebaut wurde, ist aus den Akten nicht ersichtlich.
Der Vierzylindermotor (Bohrung 100 mm, Hub 120 mm, Hubraum 3770 cm³) leistete 22 PS bei 1000/min. Steuerlich war der Wagen mit 16 CV fiscaux eingestuft.
Das Getriebe hatte drei Vorwärtsgänge und einen Rückwärtsgang. Der Antrieb erfolgte über Ketten auf die Hinterachse. Der Radstand betrug 2,70 m.